# Estádio Municipal Orlando Avelino de Jesus
Estádio Municipal Orlando Avelino de Jesus – stadion piłkarski, w Vera Cruz, Bahia, Brazylia.